# Sprengstoffanschlag von Ansbach

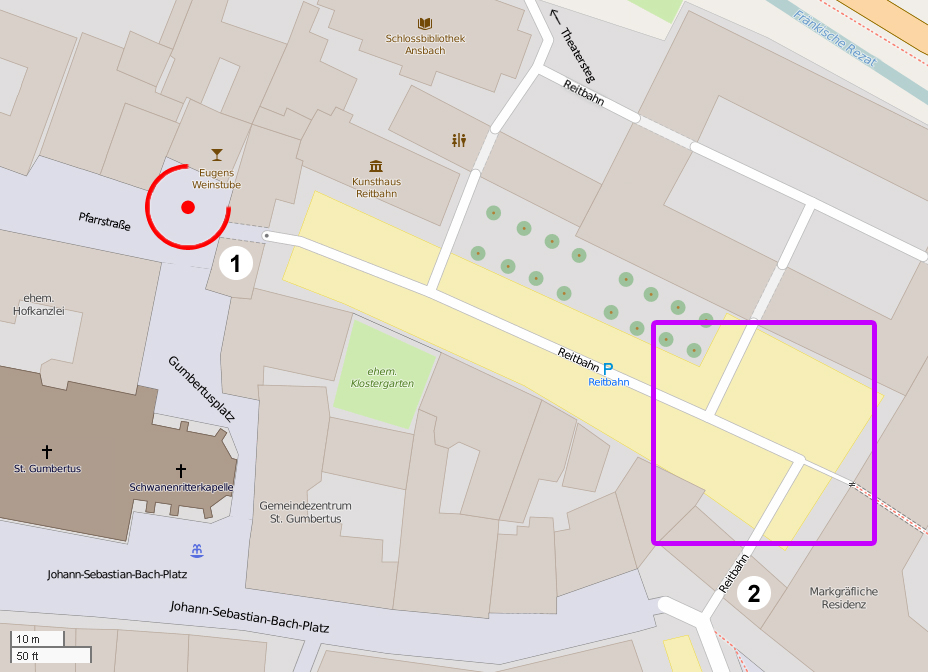
Rote Markierung: der Explosionsort.
☐ Violettes Viereck: der Veranstaltungsbereich.
① Einlassstelle/Ticketkontrolle bei der Pfarrstraße.
② Einlassstelle am Johann-Sebastian-Bach-Platz.

Der Sprengstoffanschlag von Ansbach am 24. Juli 2016 war ein islamistischer Terroranschlag in der Altstadt von Ansbach. Dort zündete der 27-jährige syrische Asylbewerber Mohammed Daleel (arabisch محمد دليل) vor einem Weinlokal eine Rucksackbombe, verletzte damit 15 Personen und kam selbst ums Leben. Der Attentäter hatte seit zwei Jahren in Deutschland gelebt und Verbindungen zur Terrormiliz „Islamischer Staat“ (IS).

## Tathergang

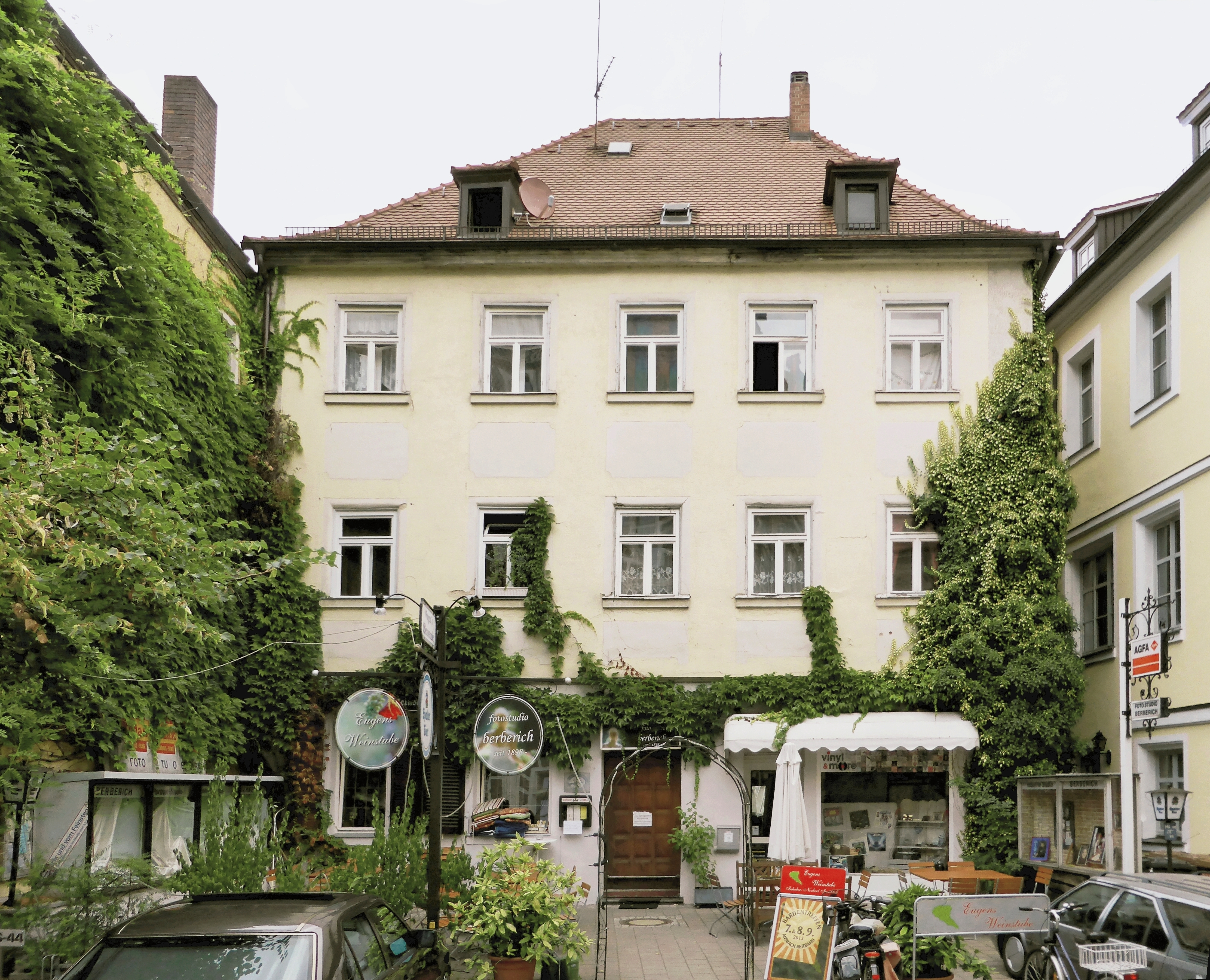
Der Platz vor der Weinstube, auf dem sich der Sprengstoffanschlag ereignete.

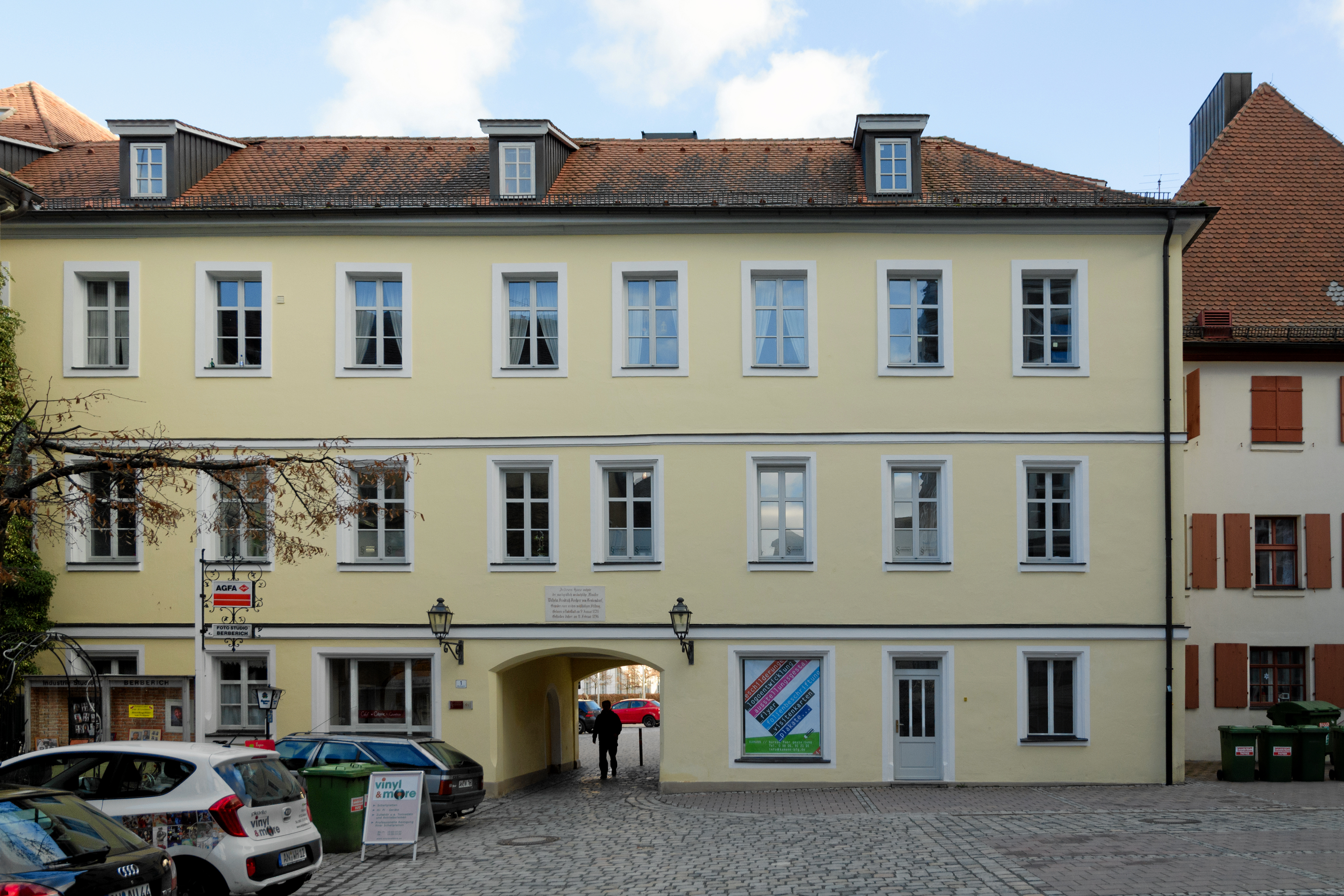
Das Tor diente als Zugang zum Ansbach-Open-Festival, das auf der Fläche im Hintergrund stattfand. Auf dem Platz im Vordergrund, diesseits des Durchgangs, wurde der Anschlag durchgeführt.

Am letzten Tag des alljährlich in der mittelfränkischen Bezirkshauptstadt Ansbach veranstalteten dreitägigen Musikfestivals Ansbach Open, einem Sonntag, versuchte der Attentäter als Rucksackbomber auf den Festivalplatz (Straßenname Reitbahn) an der Residenz Ansbach zu gelangen. Die Eingangskontrollen waren als Reaktion auf den Anschlag in München 2016 verstärkt worden. An dem gewählten Zugang nahe dem Weinlokal Eugens Weinstube wurde er abgewiesen, weil er keine Eintrittskarte vorwies. An einer zweiten, hinter der Kartenkontrolle befindlichen Schleuse durchsuchten Ordnungskräfte die Taschen aller Besucher.
Wie Ermittlungen später ergaben, stand der Täter zu diesem Zeitpunkt und im weiteren Verlauf in regem Chatkontakt mit einer Person aus dem Nahen Osten. Bekannt sind folgende Abschnitte des unverschlüsselt geführten Chats (sinngemäß und wörtlich): Daleel: „Sicherheitsleute stehen vor dem Eingang. Ich komme ‚nicht so einfach‘ rein.“ Kontaktperson: „Such’ dir ein ‚Schlupfloch‘.“ Daleel: „Ich finde keins.“ Kontaktperson: „Dann brich einfach durch.“ Kontaktperson weiter: „‚Mach’ Foto von Sprengstoff‘“.
Daleel wandte sich ab und betrat kurz die Weinstube, die entgegen ihrer sonstigen Ruhetagsregelung am Festivalsonntag geöffnet hatte. In deren bewirtetem Außenbereich, in dem sich zum Tatzeitpunkt etwa 20 Gäste aufhielten, explodierte – möglicherweise versehentlich – um 22:12 Uhr sein selbstgebauter und von der Brisanz her eher schwacher Sprengsatz, wobei der Attentäter selbst schwer verletzt wurde. Geplant war eigentlich (nach derzeitigem Ermittlungsstand), dass er den Rucksack in einer Menschenansammlung des Festivals abstellen und aus der Ferne zünden sollte. Sein Chatkontakt hatte ihn demnach aufgefordert, die Detonation und das anschließende Inferno zu filmen und an den IS zu schicken.
Eine anschließende Wiederbelebung des Attentäters hatte zwar Erfolg, jedoch erlag dieser kurz darauf seinen Verletzungen. 15 weitere Menschen wurden verletzt, 4 davon schwer, keiner lebensgefährlich.

## Maßnahmen und Ermittlungen
Das Ansbach-Open-Festival wurde in Absprache mit den Veranstaltern abgebrochen, und die etwa 2500 Besucher verließen den Veranstaltungsort. Ein Krisenstab wurde eingerichtet, und mindestens 200 Polizisten sowie etwa 350 Rettungskräfte und Feuerwehrleute waren vor Ort im Einsatz.
Für die weiteren Ermittlungen wurde zunächst die mehr als 30-köpfige Sonderkommission Soko Ansbach der Ermittlungsbehörden gebildet, die vor Ort von weiteren Einsatzkräften unterstützt wurde. Am 25. Juli zog die für Terrorverdachtsfälle zuständige Bundesanwaltschaft die Ermittlungen an sich. Ermittelt wird unter anderem wegen des Verdachts der Mitgliedschaft in einer ausländischen terroristischen Vereinigung.
Die Polizei Bayern schaltete eine Rufnummer für Zeugenhinweise und bat zudem darum, ihr Fotos, Videos und Audioaufnahmen vom Ereignisort und der Umgebung der Open-Air-Veranstaltung zur Verfügung zu stellen und diese über das Upload-Portal der Polizei hochzuladen.

## Täter
Mohammed Daleel war zum Zeitpunkt seines Todes ein 27-jähriger Syrer, der im zur Flüchtlingsunterkunft umgenutzten Hotel Christl in Ansbach wohnte.
Daleel war im Juli 2013 illegal über die Türkei nach Bulgarien eingereist, wo er Asyl beantragt hatte. Laut der Chefin der bulgarischen Flüchtlingsbehörde, Petja Parwanowa, erhielt er im Dezember 2013 subsidiären Schutz. Im Frühjahr oder Mitte 2014 verließ er Bulgarien und gelangte nach Österreich, wo er aufgegriffen wurde und zunächst Asyl beantragte, dann jedoch weiterreiste nach Deutschland. Hier stellte er im August 2014 einen Asylantrag, der wegen der älteren Anträge in Bulgarien und Österreich abgelehnt wurde. 2015 sollte er nach Bulgarien, wo er nach eigenen Angaben im Gefängnis schwerst misshandelt wurde, abgeschoben werden. Daleel ritzte sich zweimal oberflächlich in den Arm, was jeweils als Suizidversuch gewertet wurde. Im Januar 2015 war er deshalb zehn Tage in stationärer Behandlung in der Psychiatrie des Bezirksklinikums Ansbach; dann dort erneut bis Mai 2015.
Harald Weinberg, Bundestagsabgeordneter der Partei Die Linke, setzte sich im Januar 2015 aufgrund der Bitte einer Flüchtlingsorganisation für ein Bleiberecht Daleels für die Dauer seiner medizinischen Behandlung in Deutschland ein. Per Entscheidung des Bundesamts für Migration und Flüchtlinge vom 19. Februar 2015 wurde aufgrund vorgelegter Atteste einer psychischen Labilität Daleels Abschiebeandrohung vorerst aufgehoben. Er erhielt eine Duldung. Daleel war in Deutschland wegen Drogen- und Nötigungsdelikten strafrechtlich in Erscheinung getreten. Die Kriterien für eine Ausweisung nach dem Aufenthaltsgesetz (§§ 53 bis 55 AufenthG) waren nicht erfüllt.
Nach dem Klinikaufenthalt war er in einer vom Sozialamt der Stadt Ansbach bewilligten Traumatherapie mit 40 Behandlungsstunden bei einem Heilpraktiker des Lindauer Vereins „Exilio e. V.“ wöchentlich in Behandlung. Der Heilpraktiker besaß nach gerichtlicher Einschätzung „nicht die erforderliche Fachkunde und Sachkunde für medizinische Sachverhalte und Erkrankungen“. Er stellte jedoch bereits in einem – ehrenamtlich erstellten – Gutachten vom 1. Februar 2015 über Daleel fest: „... es ist ihm durchaus zuzutrauen, dass er selbst seinen Selbstmord noch spektakulär in Szene setzt“. Hintergrund für diese Einschätzung war eine von Daleels Vormund dem Heilpraktiker übermittelte Information, wonach Daleel sich einige Wochen vor der Erstellung dieses Gutachtens mit einer Flasche Benzin auf den Weg zum Ausländeramt begeben hatte und vom Vormund gerade noch davon, sich etwas anzutun, abgehalten werden konnte. Dieses Gutachten, in dem auch der Vorfall mit der Benzinflasche genannt ist, war der Stadt Ansbach bekannt und wurde auch von Daleels Anwalt im Aufenthalts-Gerichtsverfahren vorgelegt. Der Heilpraktiker stellte auch körperliche Spuren von Misshandlung bei Daleel fest.
Wegen Unklarheiten bezüglich der weiteren Kostenübernahme wurde die Therapie nach Ablauf der 40 Stunden ab Februar 2016 ausgesetzt. Der Heilpraktiker warnte in einem Zwischenbericht vom 2. Februar 2016 ausdrücklich vor einem Abbruch der Behandlung. Im Juli 2016 genehmigte Ansbach, nachdem ein lange erwartetes, für die Genehmigung benötigtes Gutachten endlich eintraf, unverzüglich die Fortsetzung der Therapie in Lindau.
Am 13. Juli 2016, elf Tage vor dem Anschlag, erhielt Daleel eine erneute Aufforderung, Deutschland innerhalb von 30 Tagen zu verlassen. Bei Nichteinhaltung der Ausreisefrist wurde die Abschiebung nach Bulgarien angedroht. Für den 25. Juli wurde ihm ein Termin zur Fortsetzung seiner Psychotherapie in Lindau angeboten, er bat jedoch um eine Terminverschiebung auf den 1. August.
Nach dem Anschlag wurden in der Wohnung des Täters Materialien gefunden, die sich zum Bau von Bomben eigneten. Auf einem seiner Mobiltelefone befand sich ein Video in arabischer Sprache – veröffentlicht durch die Propagandaabteilung des IS –, in dem eine vermummte Person „u. a. den Anschlag in Ansbach ankündigte“ und „seine Zugehörigkeit zu Abū Bakr al-Baghdādī, dem Anführer des sogenannten ‚Islamischen Staates‘, bezeugt“. Der Generalbundesanwalt vermutet nach dem gegenwärtigen Ermittlungsstand, dass es sich bei der Person um den Attentäter selbst handelt. Wie bei anderen Bekennervideos des IS gibt es Zweifel in Sicherheitskreisen, dass der Sprecher den Text selbst verfasst hat, weil das Video „inhaltlich und sprachlich ambitioniert ist“ und er sich „an einigen Stellen verhaspelt“. Auch der Lindauer Therapeut äußerte Zweifel an der Echtheit des Videos, da er den Attentäter auf diesem nicht erkannte und auch die darin zu hörende Stimme ihm befremdlich erschien. Eine Mitarbeiterin von Exilio e. V. sagte, von Daleel sei, während er in Lindau in Behandlung war, keine akute Gefahr ausgegangen, jedoch hätten Abschiebungsandrohungen ein massives Gefährdungspotential aktiviert.
Der bayerische Innenminister Joachim Herrmann erklärte nach dem Auftauchen des Bekennervideos, „es [sei] unzweifelhaft, dass es sich bei dem Anschlag um einen Terroranschlag mit islamistischem Hintergrund und islamistischer Überzeugung des Täters handelt“. Die Vermummung im Bekennervideo und dass Daleel weiteres Material zum Bombenbau besaß, sind – neben den Inhalten des Chats – Indizien, dass er weitere Anschläge verüben sollte. Die Behörden gehen davon aus, dass sein Tod ein Unfall durch vorzeitige Explosion des Sprengsatzes war.

## Reaktionen
Die Terrormiliz „Islamischer Staat“ „bekannte“ sich am 27. Juli über ihr Sprachrohr Amaq zu dem Anschlag und behauptete, Daleel sei einer ihrer „Soldaten“ gewesen. Sie veröffentlichte zudem eine kurze angebliche Biographie des Attentäters. Die Bundesanwaltschaft teilte dazu mit: „Uns ist das Papier bekannt, und wir sind dabei, die Angaben zu verifizieren.“

## Kontext
In Frankreich und Deutschland gab es mit dem Sprengstoffanschlag von Ansbach binnen zwölf Tagen fünf Attentate, die große öffentliche Aufmerksamkeit fanden:
- Am 14. Juli, dem französischen Nationalfeiertag: Ein Anschlag in Nizza (84 Tote, über 300 Verletzte)
- Am 18. Juli: In einer Regionalbahn bei Würzburg griff ein islamistisch motivierter[42] Täter asiatische Touristen mit einem Beil an.
- Am 22. Juli: Ein Anschlag in München (9 Tote)
- Am 24. Juli: Der Sprengstoffanschlag von Ansbach
- Am 26. Juli: Ein Anschlag in Saint-Étienne-du-Rouvray

Nach jedem dieser Ereignisse mit Ausnahme des Anschlags in München behauptete die Terrormiliz „Islamischer Staat“, der oder die Attentäter hätten dem IS nahegestanden oder seien ihre „Soldaten“ gewesen. Der Anschlag in München hatte keinen islamistischen Hintergrund.